# Atemnus politus
Espèce
Synonymes
- Chelifer politus Simon, 1878
- Acis brevimanus Canestrini, 1883
- Chelifer ariasi Nonidez, 1917
- Chelifer turkestanicus Redikorzev, 1922
- Pessigus cabacerolus Navás, 1919
- Atemnus balcanicus Hadži, 1938
- Microcreagris zangherii Caporiacco, 1948

Atemnus politus est une espèce de pseudoscorpions de la famille des Atemnidae.

## Distribution
Cette espèce se rencontre :
- en Espagne, en France, en Italie, en Suisse, en Autriche, en Slovaquie, en Hongrie, en Croatie, en Macédoine du Nord, en Grèce, en Bulgarie, en Roumanie, en Ukraine, en Géorgie et en Azerbaïdjan ;
- au Maroc, en Algérie, en Tunisie et en Libye ;
- en Turquie, au Syrie, en Iran, au Turkménistan, au Kazakhstan, au Kirghizistan, en Ouzbékistan, en Afghanistan, au Pakistan, en Inde, au Népal, au Bhoutan, en Chine et en Mongolie.

## Description
L'holotype mesure 3 mm.
Les mâles mesurent de 2,55 à 2,61 mm et les femelles de 3,38 à 3,47 mm.

## Publication originale
- Simon, 1878 : Études arachnologiques. Septième mémoire (1) XI. Liste des espèces de la famille des Cheliferidae qui habitant l'Algérie et le Maroc. Annales de la Société Entomologique de France, no 5, vol. 8, p. 145-153 (texte intégral).